# Vladimir Vermezović
Vladimir Vermezović (Belgrado, Yugoslavia, 30 de junio de 1963) es un exfutbolista y entrenador serbio. Jugaba como defensa y llegó a ser internacional con la selección yugoslava.

## Trayectoria

### Como jugador
Comenzó su carrera en 1981 en el Partizán de Belgrado, equipo con el que conquistó tres Ligas yugoslavas, en 1983, 1986 y 1987, además de una Copa de Yugoslavia en 1989. En la temporada 1989-90 recaló en las filas del Real Sporting de Gijón y llegó a jugar veinte encuentros antes de ser traspasado a la U. D. Salamanca. Con el conjunto charro anotó un gol en los veintiún partidos que disputó en la campaña 1990-91, aunque el equipo terminó descendiendo a Segunda División B. Posteriormente, fichó por el Panionios NFC griego, donde estuvo cuatro temporadas antes de dar por concluida su etapa como jugador en el Hannover 96.

### Como entrenador
Su primer club como técnico fue el F. K. Teleoptik, al que dirigió en la temporada 2002-03. El 6 de enero de 2004 se hizo cargo del banquillo del Partizán de Belgrado, equipo con el que conquistó una Liga serbia y alcanzó los cuartos de final de la Copa de la UEFA en la campaña 2004-05. Sin embargo, en octubre de 2005 abandonó el Partizan tras caer derrotado en la primera ronda de la Copa de la UEFA contra el Maccabi Petah-Tikvah. Entre los meses de mayo y septiembre de 2008 fue el entrenador del F. C. Spartak Trnava eslovaco.
En 2009, pasó a dirigir al Kaizer Chiefs F. C., donde se mantuvo hasta abril de 2012. En mayo del mismo año regresó al Partizán tras la dimisión de Avram Grant. El 14 de febrero de 2014 se anunció su contratación para dirigir al Orlando Pirates F. C. El 28 de diciembre de 2017 fichó como técnico del F. K. Budućnost Podgorica y fue destituido a comienzos de mayo de 2018.
En mayo de 2012 regresó al Partizan y se convirtió nuevamente en el entrenador principal. Terminó su segunda etapa al frente del Partizan en abril de 2013.
El 14 de febrero de 2014, fue nombrado entrenador en jefe del equipo sudafricano Orlando Pirates. Aunque llevó al equipo al éxito de la Copa de Sudáfrica en mayo, dejó el club más tarde ese año, renunciando a su puesto debido a una serie de malos resultados en la temporada 2014-15.
El 22 de noviembre de 2020, fue nombrado entrenador en jefe del equipo emiratí Hatta. Sin embargo, dejó el club en mayo de 2021 porque no logró mantener al club en la liga.
El 6 de septiembre de 2023, Vermezović fue presentado como nuevo entrenador en jefe del club NŠ Mura de la Primera Liga de Eslovenia.

## Selección nacional
Fue internacional con la selección yugoslava en dos ocasiones. Su debut se produjo el día 16 de octubre de 1985 en un partido ante Austria.

## Clubes

### Como jugador
| Club                   | País       | Año       |
| ---------------------- | ---------- | --------- |
| Partizán de Belgrado   | Yugoslavia | 1981-1989 |
| Real Sporting de Gijón | España     | 1989-1990 |
| U. D. Salamanca        | España     | 1990-1991 |
| Panionios NFC          | Grecia     | 1991-1995 |
| Hannover 96            | Alemania   | 1995-1996 |

### Como entrenador
| Club                      | País                   | Año       |
| ------------------------- | ---------------------- | --------- |
| F. K. Teleoptik           | Serbia                 | 2002-2003 |
| Partizán de Belgrado      | Serbia                 | 2004-2005 |
| F. C. Spartak Trnava      | Eslovaquia             | 2008      |
| Kaizer Chiefs F. C.       | Sudáfrica              | 2009-2012 |
| Partizán de Belgrado      | Serbia                 | 2012-2013 |
| Orlando Pirates F. C.     | Sudáfrica              | 2014      |
| F. K. Budućnost Podgorica | Montenegro             | 2017-2018 |
| Hatta Club                | Emiratos Árabes Unidos | 2020-2021 |
| NŠ Mura                   | Eslovenia              | 2023-2024 |

## Palmarés

### Como jugador
| Título             | Club                 | País       | Año  |
| ------------------ | -------------------- | ---------- | ---- |
| Liga yugoslava     | Partizán de Belgrado | Yugoslavia | 1983 |
| Liga yugoslava     | Partizán de Belgrado | Yugoslavia | 1986 |
| Liga yugoslava     | Partizán de Belgrado | Yugoslavia | 1987 |
| Copa de Yugoslavia | Partizán de Belgrado | Yugoslavia | 1989 |

### Como entrenador
| Título      | Club                 | País   | Año  |
| ----------- | -------------------- | ------ | ---- |
| Liga serbia | Partizán de Belgrado | Serbia | 2005 |